# Vicente Guaita
Vicente Guaita Panadero (Torrent, 18 februari 1987) is een Spaans voetballer die als doelman speelt. Hij verruilde Crystal Palace in september 2023 transfervrij voor Celta de Vigo.

## Clubcarrière
Guaita stroomde door vanuit de jeugd van Valencia, dat hem had gescout bij amateurclub Montesión. Hij werd tijdens het seizoen 2008/09 bij het eerste elftal gehaald, nadat Santiago Cañizares was gestopt. Nadat Timo Hildebrand na een conflict met trainer Unai Emery vertrok bij Valencia, werd Guaita tweede keus achter Renan. Guaita maakte zijn debuut voor Valencia in de UEFA Cup tegen CS Marítimo. Later werd besloten om de ervaren doelman César Sánchez te halen en nadat Renan terugkeerde van zijn blessure, werd Guaita opnieuw derde doelman.
In juli 2009 kwam Miguel Ángel Moyà over van RCD Mallorca. Valencia besloot om Guaita een jaar uit te lenen aan Recreativo Huelva. Voor die club speelde hij dertig competitieduels. In november 2010 viel zowel Moya als César geblesseerd uit, waardoor Guaita zijn kans kreeg als eerste doelman. Op 2 april 2011 verloor hij zijn vader na een hartaanval, waardoor César twee wedstrijden zijn plek innam. In mei 2011 werd zijn contract verlengd tot medio 2015. Hij begon het seizoen 2011/12 als basisspeler, maar na een zware handblessure was hij langdurig uit de roulatie. Nadien kon hij zijn plek niet heroveren. Hij moest de Braziliaan Diego Alves voor zich dulden als eerste doelman.
In de zomer van 2014 leek Guaita nog steeds tweede doelman achter Alves te worden en daarop besloot hij te vertrekken. Getafe nam de sluitpost transfervrij over van Valencia. Guaita tekende een verbintenis voor vier seizoenen bij zijn nieuwe club. Valencia dwong bij de overgang wel een doorverkooppercentage en een terugkoopoptie af. Zijn debuut voor de Azulones maakte Guaita op 24 augustus 2014. Op die dag werd met 3–1 verloren van Celta de Vigo door tegendoelpunten van Nolito, Fabián Orellana en Joaquín Larrivey. Sammir scoorde nog namens Getafe, maar dat was niet voldoende. Guaita verdedigde het gehele duel het doel. Tijdens zijn tweede wedstrijd voor Getafe, hield de keeper voor het eerst zijn doel schoon; door een goal van Álvaro Vázquez won Getafe voor het eerst. Tijdens zijn eerste seizoen stond hij in 29 wedstrijden onder de lat. Daarin kreeg hij 44 tegendoelpunten tegen.
Guaita degradeerde aan het eind van seizoen 2015/16 met Getafe naar de Segunda División. Hij verloor in 2016/17 zijn positie aan nieuwkomer Alberto García, maar heroverde die in de slotfase van het seizoen. Getafe en hij werden dat jaar derde. Ze keerden vervolgens via overwinningen op Huesca en Tenerife in de play-offs terug naar de Primera División. Daarin keepte hij in 2017/18 nog 33 wedstrijden voor Getafe.
Guaita verruilde Getafe in juli 2018 transfervrij voor Crystal Palace. Hier werd hij in eerste instantie reservedoelman, achter Wayne Hennessey. Die verdrong hij binnen een halfjaar uit het doel. Hij bleef daarna ook de volgende vijf seizoenen eerste keus in het team van coach Roy Hodgson (en van juli 2021 tot maart 2023 Patrick Vieira). Zijn teamgenoten en hij bivakeerden deze hele periode in het rechterrijtje van de Premier League. Guaita keerde in september 2023 terug naar Spanje. Hier tekende hij een contract voor twee seizoenen bij Celta de Vigo. Hij werd hier reservedoelman achter Iván Villar.

## Clubstatistieken
| Seizoen | Club              | Competitie       | Competitie | Competitie | Beker | Beker | Internationaal | Internationaal | Totaal | Totaal |
| Seizoen | Club              | Competitie       | Wed.       | Dlp.       | Wed.  | Dlp.  | Wed.           | Dlp.           | Wed.   | Dlp.   |
| ------- | ----------------- | ---------------- | ---------- | ---------- | ----- | ----- | -------------- | -------------- | ------ | ------ |
| 2008/09 | Valencia          | Primera División | 2          | 0          | 3     | 0     | 3              | 0              | 8      | 0      |
| 2009/10 | Recreativo Huelva | Segunda División | 30         | 0          | 0     | 0     | —              | —              | 30     | 0      |
| 2010/11 | Valencia          | Primera División | 21         | 0          | 3     | 0     | 4              | 0              | 28     | 0      |
| 2011/12 | Valencia          | Primera División | 26         | 0          | 2     | 0     | 2              | 0              | 30     | 0      |
| 2012/13 | Valencia          | Primera División | 14         | 0          | 5     | 0     | 6              | 0              | 25     | 0      |
| 2013/14 | Valencia          | Primera División | 13         | 0          | 3     | 0     | 7              | 0              | 23     | 0      |
| 2014/15 | Getafe            | Primera División | 29         | 0          | 0     | 0     | —              | —              | 29     | 0      |
| 2015/16 | Getafe            | Primera División | 38         | 0          | 0     | 0     | —              | —              | 38     | 0      |
| 2016/17 | Getafe            | Segunda División | 12         | 0          | 0     | 0     | —              | —              | 12     | 0      |
| 2017/18 | Getafe            | Primera División | 33         | 0          | 0     | 0     | —              | —              | 33     | 0      |
| 2018/19 | Crystal Palace    | Premier League   | 20         | 0          | 4     | 0     | —              | —              | 24     | 0      |
| 2019/20 | Crystal Palace    | Premier League   | 35         | 0          | 0     | 0     | —              | —              | 35     | 0      |
| 2020/21 | Crystal Palace    | Premier League   | 37         | 0          | 0     | 0     | —              | —              | 37     | 0      |
| 2021/22 | Crystal Palace    | Premier League   | 30         | 0          | 0     | 0     | —              | —              | 30     | 0      |
| 2022/23 | Crystal Palace    | Premier League   | 27         | 0          | 1     | 0     | —              | —              | 28     | 0      |
| 2023/24 | Celta de Vigo     | Primera División | 0          | 0          | 0     | 0     | —              | —              | 0      | 0      |
| Totaal  | Totaal            | Totaal           | 367        | 0          | 21    | 0     | 22             | 0              | 410    | 0      |

Bijgewerkt op 8 oktober 2023.